# Vid Morpurgo
Vid Morpurgo (7. května 1838, Split – 31. ledna 1911 tamtéž) byl chorvatský vydavatel, tiskař, bibliograf, knihovník, podnikatel a politik židovského původu.

## Původ
Židovská rodina Morpurgových pocházela z Mariboru (v 17. století nazývaný německy Marburg). Prvním členem rodiny ve Splitu byl David-Vita (zemřel 1774), který se do Splitu přestěhoval v první polovině 18. století. Jeho pravnuk David-Elija (zemřel 1882) se v roce 1837 oženil s Anettou Gentili z Gorice, se kterou měl syna Vida.
Vid Morpurgo po základní škole ve Splitu (1846–1849) navštěvoval Královskou střední školu ve Splitu a v roce 1856 absolvoval arcibiskupský seminář. Byl dobrým studentem, ale nikdy plně neovládl chorvatský jazyk. Proto vždy v novinových polemikách a spisech používal italštinu.

## Knižní a vydavatelská činnost

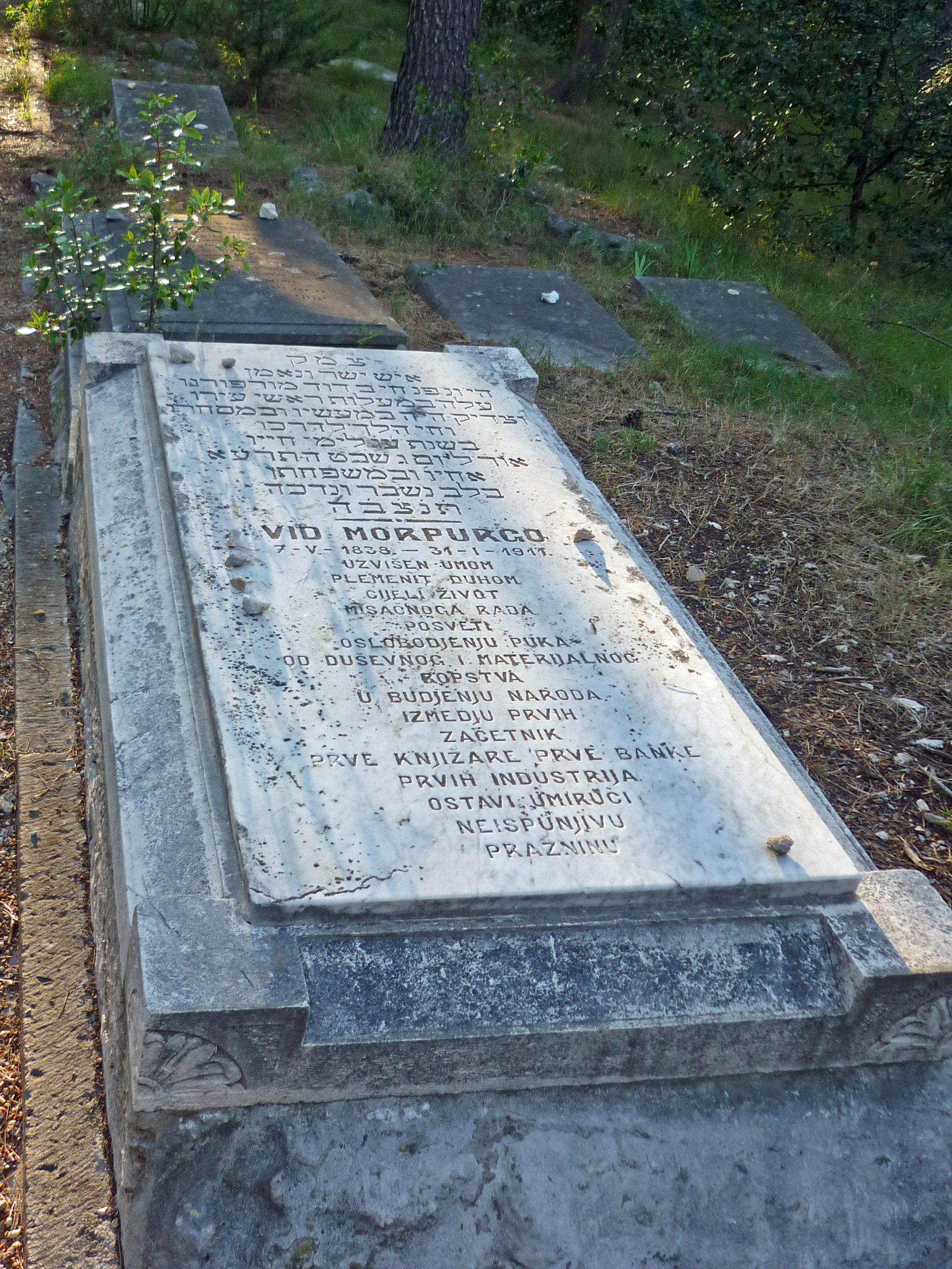
Hrob Vida Morpurga na splitském židovském hřbitově v Marjanu

Už jako mladý pracoval Morpurgo v knihkupectví Petara Savy. Právě zde přispěl k rozvoji vydavatelství spojením s mnoha zahraničními nakladatelstvími. Za tímto účelem odcestoval v roce 1855 do Benátek a Terstu, aby podepsal smlouvy s knihkupci a nakladateli. V roce 1860 otevřel své vlastní knihkupectví pod od roku 1862 „Libreria Morpurgo“ se sídlem na dnešním Národním náměstí, kde firma sídlí dodnes.
V roce 1861 založil Morpurgo a první splitskou výpůjční knihovnu (Biblioteca circolante o da nolo), tento projekt však zůstal nedokončený.
Morpurgo chtěl založit časopis, který by shromáždil dalmatskou inteligenci a pomohl tak pozvednou kulturu z její tehdejší zaostalosti. Za tímto účelem založil dalmatskou ročenku „Annuario Dalmatico“, vytištěnou v roce 1859, do níž svými texty přispělo mnoho dalmatských intelektuálů (Kosta Vojnović, Nikola Tommaseo a další).
V roce 1861 vydal druhý díl "Dalmatinské ročenky", která se na rozdíl od prvního dílu čistě literárního charakteru začala zabývat politickými tématy a problémy země. Během roku 1861 bylo ve Splitu publikováno asi deset publikací s politickým obsahem, z nichž pět vydal Morpurgo. Vydal také různé vzpomínkové knihy a brožury, postupně stále častěji v chorvatštině.

## Národní a politická činnost
Jako mladý byl mezi signatáři žádosti o připojení Dalmácie k Chorvatsku. Morpurgovo knihkupectví se od samého počátku stalo sídlem dalmatské Lidové strany ve Splitu, kde se scházeli mladí obrozenečtí intelektuálové. Sám Morpurgo byl neformálním organizátorem a poradcem narodniků.

## Podnikatelská aktivita
Vid Morpurgo se ve své době účastnil všech akcí souvisejících s ekonomickou prosperitou Splitu a zdůraznil, že stagnace ekonomického pokroku může negativně ovlivnit vývoj politických myšlenek. 
V roce 1870 založil palírnu a likérku a v roce 1875 založil první parní továrnu na výrobu cihel ve Splitu. Po neúspěchu ve volbách do splitského magistrátu byl zvolen místopředsedou Splitské obchodní a řemeslné komory a brzy se stal jejím prezidentem.